# Mowsar Bucharowitsch Barajew
Mowsar Bucharowitsch Barajew (russisch Мовсар Бухарович Бараев; * 26. Oktober 1979 in Argun in Tschetschenien; † 26. Oktober 2002 in Moskau) war ein tschetschenischer Terrorist. Er war ein Neffe des tschetschenischen Warlords Arbi Barajew.
Bereits mit 18 Jahren schloss sich Barajew dem sogenannten Islamischen Spezialregiment (russisch Исламский полк особого назначения), einer radikal gesinnten bewaffneten Organisation an, die von seinem Onkel Arbi befehligt wurde. Nach der Ermordung des Onkels im Juni 2001 übernahm Mowsar das Kommando über das Islamische Spezialregiment. Er beteiligte sich am Zweiten Tschetschenienkrieg und verübte mehrere Anschläge auf russische Militärkonvois in Grosny, Urus-Martan und Gudermes.
Bekannt wurde er als Anführer einer Gruppe tschetschenischer Separatisten, die am 23. Oktober 2002 während der Geiselnahme im Moskauer Dubrowka-Theater 916 Zuschauer des Musicals Nord-Ost in ihre Gewalt brachte. Bei der Beendigung der Geiselnahme durch russische Spezialeinheiten, bei der auch mehr als 130 (119 davon nach der Befreiung, in den Krankenhäusern) der Geiseln ums Leben kamen, wurde er zusammen mit den restlichen 40 Mitgliedern des Kommandos getötet.
Barajew soll auch laut der Moskau-treuen Regierung Tschetscheniens für einen Anschlag mit 20 Todesopfern in der Ortschaft Alchan-Jurt am 9. Dezember 2000 verantwortlich gewesen sein.
Im März 2004 nannte sich eine Gruppe, die die französische Regierung erpressen wollte, das Kopftuchverbot an den französischen Schulen aufzuheben, Kommando Mowsar Barajew.